# Andexanet alfa
Andexanet alfa is het eerste specifieke antidotum voor de anticoagulantia rivaroxaban en apixaban. Het kan gebruikt worden wanneer een snelle normalisatie van de stolling noodzakelijk is wegens oncontroleerbare bloedingen. Het is niet goedgekeurd voor gebruik bij de andere factor Xa-inhibitoren.

Ernstige nevenwerkingen zijn arteriële of veneuze klontervorming, longembolie, hartaanvallen, beroertes of hartstilstand. Het werkt door binding aan rivaroxaban en apixaban.
Andexanet alfa werd ontwikkeld door Portola Pharmaceuticals en kreeg in 2018 een goedkeuring van de FDA. Het Europees Geneesmiddelenbureau heeft in april 2019 toestemming gegeven voor het voorwaardelijk in de handel brengen.

## Medische toepassingen
Andexanet alfa wordt gebruikt bij levensbedreigende of oncontroleerbare bloedingen bij patiënten die rivaroxaban of apixaban nemen.
Alhoewel andexanet alfa niet goedgekeurd is voor omkering van de effecten van edoxaban, blijkt dit in dierstudies wel efficiënt te zijn.

## Dosering
Er zijn twee doseringsschema’s, afhankelijk van de dosis factor Xa-inhibitor en het tijdstip sinds de laatste inname van de factor Xa-inhibitor. Het lagedosisschema bestaat uit een initiële bolus van 400 mg gevolgd door een continu infuus van 4 mg/min gedurende 2 uur. Het hogedosisschema bestaat uit een initiële dosis van 800 mg gevolgd door een continu infuus van 8 mg/min gedurende 2 uur.

## Nevenwerkingen
Bij gezonde vrijwilligers wordt vaak een tijdelijke verhoging van de D-dimeren gezien. Als ernstige nevenwerkingen worden vermeld: bloedklonters, hartaanvallen, hartstilstand of beroertes.

## Farmacologie

### Werkingsmechanisme
Andexanet alfa is een recombinante vorm van het menselijke factor Xa-eiwit dat zodanig is aangepast dat het geen enzymatische factor Xa-activiteit meer vertoont. Het oefent zijn effect voornamelijk uit door binding en sekwestratie van de factor Xa-inhibitor.
Andexanet alfa wordt geproduceerd door recombinant DNA-techniek in ovariumcellen van Chinese hamsters.

### Farmacodynamische effecten
De maximale omkering van de anti-factor Xa-activiteit wordt bereikt 2 minuten na toediening van een bolus. Bij een continue infuus blijft de anti-factor Xa-activiteit gedaald. Twee uur na een bolus of na het stoppen van een continue infuus keert de anti-factor Xa-activiteit terug tot het oorspronkelijke niveau en daarboven.

## Kritiek
Er zijn nog geen gerandomiseerde klinische trials van andexanet alfa. Studies bij vrijwilligers tonen aan dat het molecule de factor Xa-inhibitoren bindt en de anti-factor Xa-activiteit tegengaat. De enige klinische trial tot nu toe is een prospectieve, open label studie zonder controlegroep. Deze studie op 352 patiënten toonde aan dat anti factor Xa-activiteit merkelijk verbeterde en dat 82% van de geïncludeerde patiënten een uitstekende of goede hemostase vertoonden na 12 uur. Patiënten die verwacht werden te overlijden na 30 dagen werden niet geïncludeerd in de studie. Toch stierven 14% van de deelnemers aan de studie. Bovendien was er geen significante relatie tussen efficiëntie van de hemostase en een verminderde anti-factor Xa-activiteit. De FDA heeft een gerandomiseerde klinische trial geëist waarvan de eerste resultaten pas in 2023 verwacht worden.

## Economie
Eén flacon andexanet alfa kost €3.200. Een behandeling kost per patiënt ongeveer €16.000 tot €28.800. Portola kondigde in augustus 2019 een gefaseerde lancering aan in Europa. De eerste landen waar het op de markt komt zijn Duitsland, Oostenrijk, het Verenigd Koninkrijk, Nederland, Zweden en Finland.